# Victor Lenta
Pour les articles homonymes, voir Lenta (homonymie).
Victor Alfonso Lenta est un ancien militaire français, militant identitaire et Mouvance nationaliste-révolutionnaire, fondateur du groupe Unité continentale et ancien volontaire auprès des forces séparatistes pro-russes de la république populaire de Donetsk à l'est de l'Ukraine.

## Biographie

### Famille, jeunesse et formation
De nationalité française, Victor Lenta naît le 1er janvier 1988 à Garzón en Colombie. Il est d'origine colombienne.

### Parcours professionnel
Il s'engage dans l'Armée française en 2007 en tant que parachutiste du 3e régiment de parachutistes d'infanterie de marine  (3e RPIMa) de Carcassonne. Il participe à des opérations extérieures au Gabon et en Afghanistan en 2009, en Côte d'Ivoire en avril 2011, ainsi qu'au Tchad,. Sur Internet, il se vante « d'avoir fait des ratonnades » lorsqu'il était engagé à Carcassonne. Le 19 avril 2008, il participe à une commémoration de l'anniversaire d'Adolf Hitler avec une dizaine de militants du groupuscule néonazi Languedoc War. Durant la même soirée, le groupuscule saccage et incendie une mosquée à Colomiers (Haute-Garonne). Condamné dans cette affaire, Victor Lenta est en conséquence radié de l'Armée française,. Il s'inscrit ensuite en cursus universitaire de remise à niveau à la rentrée 2012-2013.
À Toulouse, il fait partie du Bloc identitaire et participe à la direction des Jeunesses identitaires. Ses camarades l'appellent « Tonton Adolf ». En 2012, il est mis en cause puis placé sous le statut de témoin assisté dans une affaire de vol et d'agression d'un étudiant chilien,. Suivant la détention du chef du Bloc identitaire toulousain en juin 2012, il forme une section toulousaine des Jeunesses nationalistes (JN) de L'Œuvre française. Il participe aux manifestations contre le mariage homosexuel à Toulouse avec les JN,,. Son rôle de chef est contesté au sein de la section toulousaine des JN, ce qui le mène à rejoindre le groupuscule Lys noir, qui prône un coup d'État militaire en France,, ; ainsi que Troisième Voie,.
Le 20 juin 2014, il part s'engager aux côtés des séparatistes pro-russes de la république populaire de Donetsk contre l'Ukraine dans la guerre du Donbass, en compagnie de trois autres français,. Il déclare s'être engagé « contre l'impérialisme de l'Otan et de l'Union européenne, pour défendre les populations russes du Donbass ». Il fonde avec Nicolas Perovic Unité continentale, une organisation nationale-révolutionnaire franco-serbe essentiellement composée de militants d'extrême droite, destinée au recrutement d'européens aux côtés des séparatistes ainsi qu'à la formation des volontaires,. Selon une source militaire de France 3 Occitanie, le rôle opérationnel d'Unité continentale est limité et sert surtout de « vitrine politique ». Victor Lenta quitte l'Ukraine après 16 mois d'engagement.
En 2019, il fait partie d'un service d'ordre du mouvement des Gilets jaunes à Paris. Il fréquente le groupuscule néonazi Zouaves Paris lors de ces manifestations. Lors de l'acte 12 du mouvement, il exfiltre Jérôme Rodrigues de la manifestation en prétendant faussement qu'il serait la cible de militants antifascistes.

## Prises de position
En septembre 2014, interrogé par Le Point, il se décrit comme eurasiste et nationaliste révolutionnaire. Pour Le Monde, il a des conceptions « ultranationalistes et anti-atlantistes » et est influencé par les idées d'Alexandre Douguine. En 2019, sur sa page Facebook, il « partage des vidéos d'Éric Drouet et d'Étienne Chouard, tout en citant l'Abbé Pierre ou l'écrivain collaborationniste Pierre Drieu la Rochelle ».
En 2014, il déclare le soutien d'Unité continentale « à la valeureuse armée arabe syrienne de Bachar Al Assad ». D'après Mediapart, après l'invasion russe de l'Ukraine en 2022, Victor Lenta continue de soutenir le régime de Vladimir Poutine.